# Fort Bragg (Califórnia)
Fort Bragg é uma cidade localizada ao longo da costa norte do estado americano da Califórnia, no condado de Mendocino. A cidade fica a 210 km (130 mi) a norte-noroeste de São Francisco, a uma altitude de 26 m (85 pé).
Fort Bragg é um destino turístico devido às suas vistas do Oceano Pacífico. Entre seus pontos de interesse notáveis estão a Praia de Vidro e a Escadaria Ecológica de Jughandle.
Um Marco Histórico da Califórnia, Fort Bragg foi fundado em 1857 antes da Guerra de Secessão como uma quartel militar, em vez de uma fortificação. Recebeu o nome do oficial do exército Braxton Bragg, que na altura tinha servido na Guerra Mexicano-Americana (e mais tarde serviria no Exército dos Estados Confederados durante a Guerra de Secessão). Posteriormente, a cidade foi incorporada em 5 de agosto de 1889.

## Geografia
De acordo com o United States Census Bureau, a cidade tem uma área de 7,59 km², onde 7,51 km² estão cobertos por terra e 0,09 km² por água.

### Localidades na vizinhança
O diagrama seguinte representa as localidades num raio de 64 km ao redor de Fort Bragg.

## Demografia
De acordo com o censo nacional de 2020, havia 6 983 pessoas, 2 971 agregados familiares e 1 317 famílias a habitar na cidade, com uma densidade populacional de 920 hab/km². Possui 3 280 residências, que resulta em uma densidade de 461,97 residências/km².